# 竇建中
竇建中（1955年—），1979年畢業於对外经济贸易大学，於1980年至1982年在德意志銀行實習，在1982年加入中信集團。現在是中信國際金融控股行政總裁、中信銀行非執行董事、中信國際資產管理有限公司董事、事安集團董事長、振華財務董事及中信集團執行董事兼副總經理。
他曾是中信銀行行長。

## 相關連結
- 搜狐人物频道 竇建中[永久]